# 許広漢
許 広漢（きょ こうかん、? - 紀元前61年）は、前漢の人。昌邑国の人。宦官で、宣帝の許皇后（許平君）の父。許伯とも称された。

## 略歴
若い時に昌邑王劉髆の郎となったが、武帝に従って甘泉に行った時に誤って他の郎の鞍を自分の馬に付けたことを盗んだと弾劾され、死罪となるところを宮刑に応募し宦官となった。のち、宦者丞となったが、上官桀の反乱の際に証拠品を捜索して見つけられなかったことが罪となり、刑徒にされ掖庭に送られ、その後暴室嗇夫となった。
その頃、反乱を起こした皇太子劉拠の孫である劉病已（後の宣帝）が掖庭で養われており、許広漢と同じ官舎に住んでいた。掖庭令張賀は皇太子劉拠の吏であったために劉病已を大変手厚く養っていたが、自分の孫娘を彼に嫁がせようとした。しかし張賀の弟の右将軍張安世が反対したことから取りやめた。
当時、許広漢の娘の許平君は14・15歳で、内者令欧侯氏の子に嫁ぐこととなっていたが、嫁ぐ時になって欧侯氏の子が死亡した。平君の母が娘の人相を調べさせたところ、大いに尊くなる、とのことであったため、母は喜んだ。張賀は許広漢に娘がいることを知ると、酒席を設け、許広漢に「曾孫（劉病已）は皇帝の近親だから、たとえ優れた人物でなくても関内侯くらいにはなれる。娘を妻にあたえるべきだ」と述べ、許広漢は許諾した。平君の母は怒ったが、許広漢は娘を劉病已の妻にした。劉病已は祖母の実家史氏と並んで許広漢および弟の許舜・許延寿らを頼った。
許平君は結婚後1年して子の劉奭（後の元帝）を産んだ。
元平元年（紀元前74年）、昭帝が死亡し、代わって皇帝に擁立された昌邑王劉賀も廃位されると、劉病已が皇帝に擁立され、許平君は後宮に入った。大臣は大将軍霍光の娘が皇后になると考えたが、宣帝は昔の剣を探し求めるよう詔を出したため、大臣たちは宣帝の希望を悟り、許平君を皇后に立てることとした。
霍光は許皇后の父の許広漢は罪人であったことを理由に列侯にせず、昌成君とした。のち、許平君が産んだ劉奭が皇太子に立てられると許広漢は平恩侯に封じられ、位特進とされた（地節3年（紀元前67年））。
神爵元年（紀元前61年）に死亡した。戴侯と諡された。後継者はおらず国は絶えたが、後に許延寿の子の許嘉が後を継いだ。
許広漢の弟の許舜・許延寿も後に列侯となった。